# Diaphorus wonosobensis
Diaphorus wonosobensis är en tvåvingeart som beskrevs av Meijere 1916. Diaphorus wonosobensis ingår i släktet Diaphorus och familjen styltflugor. Inga underarter finns listade i Catalogue of Life.